# Jess Kirkpatrick
Jesse Bertram Kirkpatrick (Champaign, 2 ottobre 1897 – La Jolla, 9 agosto 1976) è stato un attore statunitense.
Recitò dal 1946 al 1967 in oltre 50 film e dal 1953 al 1969 in oltre cento produzioni televisive. Nel corso della sua carriera, fu accreditato anche con i nomi Jesse B. Kirkpatrick e Jesse Kirkpatrick.

## Biografia
Si dedicò ad una lunga carriera televisiva inanellando molte partecipazioni dagli anni 50 alla fine degli anni 60 in veste di guest star o di interprete di personaggi perlopiù minori in numerosi episodi.
La sua ultima apparizione per la televisione avvenne nell'episodio The Church Bell della serie televisiva Mayberry R.F.D., andato in onda il 24 March 1969, che lo vede nel ruolo di Fred Summers mentre per il cinema l'ultimo personaggio a cui dà vita è quello di un portiere nel film del 1967 Good Times.
Morì per un attacco di cuore a La Jolla, in California, il 9 agosto 1976 e fu seppellito all'El Camino Memorial Park di San Diego.

## Filmografia

### Cinema
- My Dog Shep, regia di Ford Beebe (1946)
- The Judge, regia di Elmer Clifton (1949)
- Stasera ho vinto anch'io (The Set-Up), regia di Robert Wise (1949)
- Due ore ancora (D.O.A.), regia di Rudolph Maté (1950)
- Destination Big House, regia di George Blair (1950)
- Hit Parade of 1951, regia di John H. Auer (1950)
- La sposa illegittima (The Groom Wore Spurs), regia di Richard Whorf (1951)
- Stop That Cab, regia di Eugenio de Liguoro (1951)
- Gli amori di Cristina (A Millionaire for Christy), regia di George Marshall (1951)
- Luci sull'asfalto (The Mob), regia di Robert Parrish (1951)
- La bambina nel pozzo (The Well), regia di Leo C. Popkin e Russell Rouse (1951)
- Voglia di vita (On the Loose), regia di Charles Lederer (1951)
- La città prigioniera (The Captive City), regia di Robert Wise (1952)
- Il pagliaccio (The Clown), regia di Robert Z. Leonard (1953)
- Gardenia blu (The Blue Gardenia), regia di Fritz Lang (1953)
- Le ore sono contate (Count the Hours!), regia di Don Siegel (1953)
- Fast Company, regia di John Sturges (1953)
- Arena, regia di Richard Fleischer (1953)
- Sweethearts on Parade, regia di Allan Dwan (1953)
- No Escape, regia di Charles Bennett (1953)
- Notturno selvaggio (The Moonlighter), regia di Roy Rowland (1953)
- Ragazze audaci (Playgirl), regia di Joseph Pevney (1954)
- So You Want to Know Your Relatives, regia di Richard L. Bare - cortometraggio (1954)
- Anonima delitti (New York Confidential), regia di Russell Rouse (1955) - non accreditato
- La guerra privata del maggiore Benson (The Private War of Major Benson), regia di Jerry Hopper (1955)
- La giungla del quadrato (The Square Jungle), regia di Jerry Hopper (1955)
- Glory, regia di David Butler (1956)
- Incontro sotto la pioggia (Miracle in the Rain), regia di Rudolph Maté (1956)
- Esecuzione al tramonto (Star in the Dust), regia di Charles F. Haas (1956)
- So You Want to Play the Piano, regia di Richard L. Bare - cortometraggio (1956)
- Caccia ai falsari (Outside the Law), regia di Jack Arnold (1956)
- Lassù qualcuno mi ama (Somebody Up There Likes Me), regia di Robert Wise (1956)
- Sesso debole? (The Opposite Sex), regia di David Miller (1956)
- Gianni e Pinotto banditi col botto (Dance with Me, Henry), regia di Charles Barton (1956)
- Sotto la minaccia (Man Afraid), regia di Harry Keller (1957)
- La mantide omicida (The Deadly Mantis), regia di Nathan H. Juran (1957)
- La bionda esplosiva (Will Success Spoil Rock Hunter?), regia di Frank Tashlin (1957)
- L'uomo dai mille volti (Man of a Thousand Faces), regia di Joseph Pevney (1957)
- La carica delle mille frecce (Pawnee), regia di George Waggner (1957)
- Undersea Girl, regia di John Peyser (1957)
- La legge del fucile (Day of the Badman), regia di Harry Keller (1958)
- Un pugno di polvere (Ten North Frederick), regia di Philip Dunne (1958)
- Space Master X-7, regia di Edward Bernds (1958)
- Missili in giardino (Rally 'Round the Flag, Boys!), regia di Leo McCarey (1958)
- Alaska Passage, regia di Edward Bernds (1959)
- La pallottola senza nome (No Name on the Bullet), regia di Jack Arnold (1959)
- Il re della prateria (These Thousand Hills), regia di Richard Fleischer (1959)
- Toby Tyler (Toby Tyler, or Ten Weeks with a Circus), regia di Charles Barton (1960)
- Febbre nel sangue (A Fever in the Blood), regia di Vincent Sherman (1961)
- The Police Dog Story, regia di Edward L. Cahn (1961)
- Tomboy and the Champ, regia di Francis D. Lyon (1961)
- Incident in an Alley, regia di Edward L. Cahn (1962)
- Good Times, regia di William Friedkin (1967)

### Televisione
- Topper – serie TV, episodio 1x09 (1953)
- I Led 3 Lives – serie TV, episodio 1x38 (1954)
- Four Star Playhouse – serie TV, un episodio (1954)
- The Public Defender – serie TV, un episodio (1954)
- The Lone Wolf – serie TV, un episodio (1954)
- The 20th Century-Fox Hour – serie TV, episodi 1x07-1x10 (1955-1956)
- Waterfront – serie TV, 2 episodi (1955)
- Life with Elizabeth – serie TV, un episodio (1955)
- The Whistler – serie TV, 2 episodi (1955)
- Mayor of the Town – serie TV, un episodio (1955)
- The Millionaire – serie TV, un episodio (1955)
- Crossroads – serie TV, episodio 1x03 (1955)
- Gunsmoke – serie TV, 7 episodi (1956-1963)
- It's a Great Life – serie TV, un episodio (1956)
- Matinee Theatre – serie TV, un episodio (1956)
- Sheriff of Cochise – serie TV, un episodio (1956)
- Cavalcade of America – serie TV, 2 episodi (1956)
- Jane Wyman Presents The Fireside Theatre – serie TV, un episodio (1956)
- Alfred Hitchcock presenta (Alfred Hitchcock Presents) – serie TV, un episodio  (1956)
- Further Adventures of Spin and Marty – serie TV, un episodio (1956)
- The Hardy Boys: The Mystery of the Applegate Treasure – serie TV, un episodio (1956)
- Dragnet – serie TV, 2 episodi (1957-1958)
- I racconti del West (Zane Grey Theater) – serie TV, 3 episodi (1957-1958)
- The Real McCoys – serie TV, 2 episodi (1957-1959)
- Official Detective – serie TV, un episodio (1957)
- Hey, Jeannie! – serie TV, un episodio (1957)
- Lucy ed io (I Love Lucy) – serie TV, un episodio (1957)
- Telephone Time – serie TV, un episodio (1957)
- Meet McGraw – serie TV, un episodio (1957)
- Alcoa Theatre – serie TV, un episodio (1957)
- Have Gun - Will Travel – serie TV, episodio 1x11 (1957)
- Il carissimo Billy (Leave It to Beaver) – serie TV, 6 episodi (1958-1963)
- Il tenente Ballinger (M Squad) – serie TV, un episodio (1958)
- Broken Arrow – serie TV, un episodio (1958)
- Richard Diamond (Richard Diamond, Private Detective) – serie TV, un episodio (1958)
- U.S. Marshal – serie TV, un episodio  (1958)
- Westinghouse Desilu Playhouse – serie TV, un episodio (1958)
- Man with a Camera – serie TV, episodio 1x07 (1958)
- Flight – serie TV, episodio 1x25 (1958)
- The Texan – serie TV, 3 episodi (1959-1960)
- Johnny Ringo – serie TV, 3 episodi (1959-1960)
- Not for Hire – serie TV, episodi 1x03-1x27 (1959-1960)
- Bachelor Father – serie TV, 2 episodi (1959-1961)
- The Lawless Years – serie TV, 3 episodi (1959-1961)
- Disneyland – serie TV, 3 episodi (1959-1965)
- Rescue 8 – serie TV, episodio 1x17 (1959)
- The Lucy-Desi Comedy Hour – serie TV, un episodio (1959)
- Black Saddle – serie TV, un episodio (1959)
- Markham – serie TV, un episodio (1959)
- Tightrope – serie TV, un episodio (1959)
- The Betty Hutton Show – serie TV, un episodio (1959)
- Dennis the Menace – serie TV, 2 episodi (1960-1961)
- Furia (Fury) – serie TV, un episodio  (1960)
- Lo sceriffo indiano (Law of the Plainsman) – serie TV, 2 episodi (1960)
- Bonanza – serie TV, un episodio (1960)
- Happy – serie TV, un episodio (1960)
- Peter Loves Mary – serie TV, un episodio (1960)
- June Allyson Show (The DuPont Show with June Allyson) – serie TV, episodio 2x09 (1960)
- Gli intoccabili (The Untouchables) – serie TV, un episodio (1960)
- The Law and Mr. Jones – serie TV, 3 episodi (1961-1962)
- Make Room for Daddy – serie TV, 2 episodi (1961-1963)
- Carovane verso il west (Wagon Train) – serie TV, 4 episodi (1961-1964)
- The Donna Reed Show – serie TV, 2 episodi (1961-1965)
- La famiglia Potter (The Tom Ewell Show) – serie TV, episodio 1x14 (1961)
- Michael Shayne – serie TV episodio 1x17 (1961)
- The Case of the Dangerous Robin – serie TV, un episodio   (1961)
- Indirizzo permanente (77 Sunset Strip) – serie TV, episodio 3x34 (1961)
- Bringing Up Buddy – serie TV, un episodio (1961)
- The New Breed – serie TV, episodio 1x02 (1961)
- Straightaway – serie TV, un episodio (1961)
- Whispering Smith – serie TV, episodi 1x17-1x26 (1961)
- Perry Mason – serie TV, un episodio (1961)
- Tales of Wells Fargo – serie TV, un episodio (1961)
- The Dick Powell Show – serie TV, 3 episodi (1962-1963)
- Death Valley Days – serie TV, un episodio (1962)
- Ben Casey – serie TV, episodio 1x22 (1962)
- Margie – serie TV, un episodio (1962)
- 87ª squadra (87th Precinct) – serie TV, un episodio (1962)
- Frontier Circus – serie TV, un episodio (1962)
- Corruptors (Target: The Corruptors) – serie TV, episodio 1x32 (1962)
- The Lloyd Bridges Show – serie TV, un episodio (1962)
- Sam Benedict – serie TV, un episodio (1962)
- Empire – serie TV, un episodio (1962)
- Going My Way – serie TV, episodio 1x08 (1962)
- Il dottor Kildare (Dr. Kildare) – serie TV, un episodio (1963)
- The Beverly Hillbillies – serie TV, un episodio (1963)
- La legge di Burke (Burke's Law) – serie TV, episodio 1x09 (1963)
- Il virginiano (The Virginian) – serie TV, 2 episodi (1964-1965)
- Il fuggiasco (The Fugitive) – serie TV, 2 episodi (1964-1966)
- Petticoat Junction – serie TV, 2 episodi (1964-1966)
- Grindl – serie TV, un episodio (1964)
- L'ora di Hitchcock (The Alfred Hitchcock Hour) – serie TV, un episodio (1964)
- Un equipaggio tutto matto (McHale's Navy) – serie TV, un episodio (1964)
- Vacation Playhouse – serie TV, un episodio (1964)
- The Tycoon – serie TV, un episodio (1964)
- The Farmer's Daughter – serie TV, un episodio (1964)
- Il ragazzo di Hong Kong (Kentucky Jones) – serie TV, episodio 1x21 (1965)
- Branded – serie TV, episodio 1x16 (1965)
- I mostri (The Munsters) – serie TV, un episodio (1965)
- F.B.I. (The F.B.I.) – serie TV, un episodio (1965)
- Laredo – serie TV, un episodio (1965)
- Hazel – serie TV, un episodio (1966)
- Vita da strega (Bewitched) – serie TV, un episodio (1966)
- Iron Horse – serie TV, episodio 2x17 (1968)
- Dragnet 1966 – film TV (1969)
- Mayberry R.F.D. – serie TV, episodio 1x25 (1969)